# Aulonemia longipedicellata
Aulonemia longipedicellata är en gräsart som beskrevs av Stephen Andrew Renvoize. Aulonemia longipedicellata ingår i släktet Aulonemia och familjen gräs.
Artens utbredningsområde är Bolivia. Inga underarter finns listade i Catalogue of Life.